# Civil War (album)
Civil War is het vierde en meest recente studioalbum van de Amerikaanse punkband Dillinger Four. Het is het tweede album dat de band heeft laten uitgeven door Fat Wreck Chords. Het album werd uitgegeven op 14 oktober 2008.

## Nummers
1. "A Jingle for the Product" - 3:47
2. "'Contemplate This on the Tree of Woe.'" - 3:03
3. "Parishiltonisametaphor" - 2:59
4. "Gainesville" - 3:39
5. "Ode to the North American Snake Oil Distributor" - 2:29
6. "Minimum Wage is a Gateway Drug" - 2:24
7. "The Classical Arrangement" - 2:24
8. "Americaspremierefaithbasedinitiative" - 3:21
9. "The Art of Whore" - 3:14
10. "Fruity Pebbles" - 3:06
11. "A Pyre Laid for Image and Frame" - 2:51
12. "Like Eye Contact in an Elevator" - 3:10
13. "Clown Cars on Cinder Blocks" - 3:18